# Storuman (Ort)
Storuman (südsamisch: Luspie, umesamisch: Lusspie) ist ein Ort (tätort) in der schwedischen Provinz Västerbottens län und der historischen Provinz Lappland und ist Hauptort der gleichnamigen Gemeinde.
Storuman hat einen Bahnhof an der Inlandsbahn. Im Bahnhof zweigt die Bahnstrecke nach Hallnäs ab, auf der allerdings kein regelmäßiger Personenverkehr mehr stattfindet. Durch Storuman führen die Europastraße 12 und die Europastraße 45. Der Flugplatz Storuman liegt 35 km östlich des Ortes.
Storuman liegt am Oberlauf des Ume älv, am Auslauf des Sees Storuman.

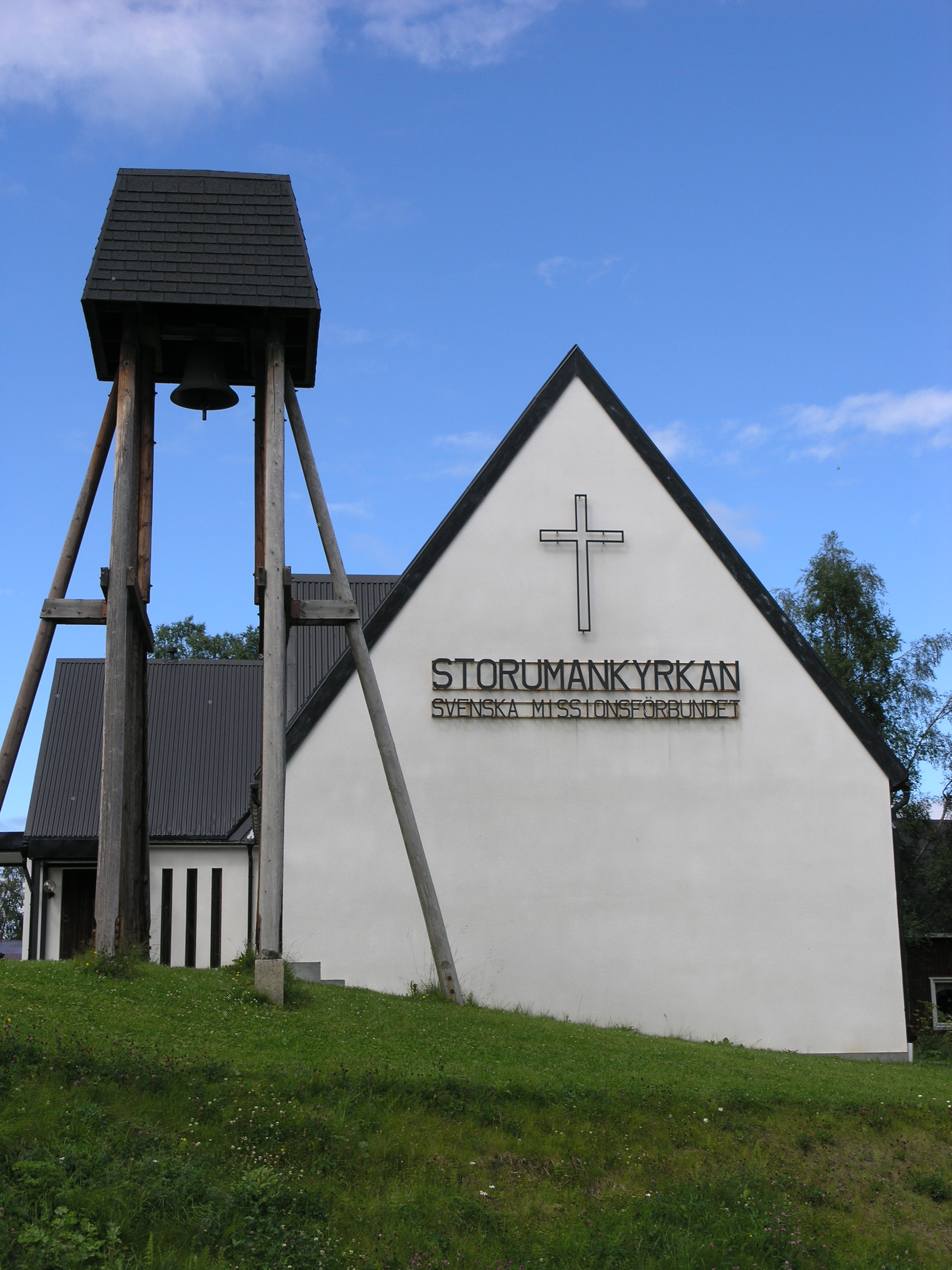
Kirche in Storuman
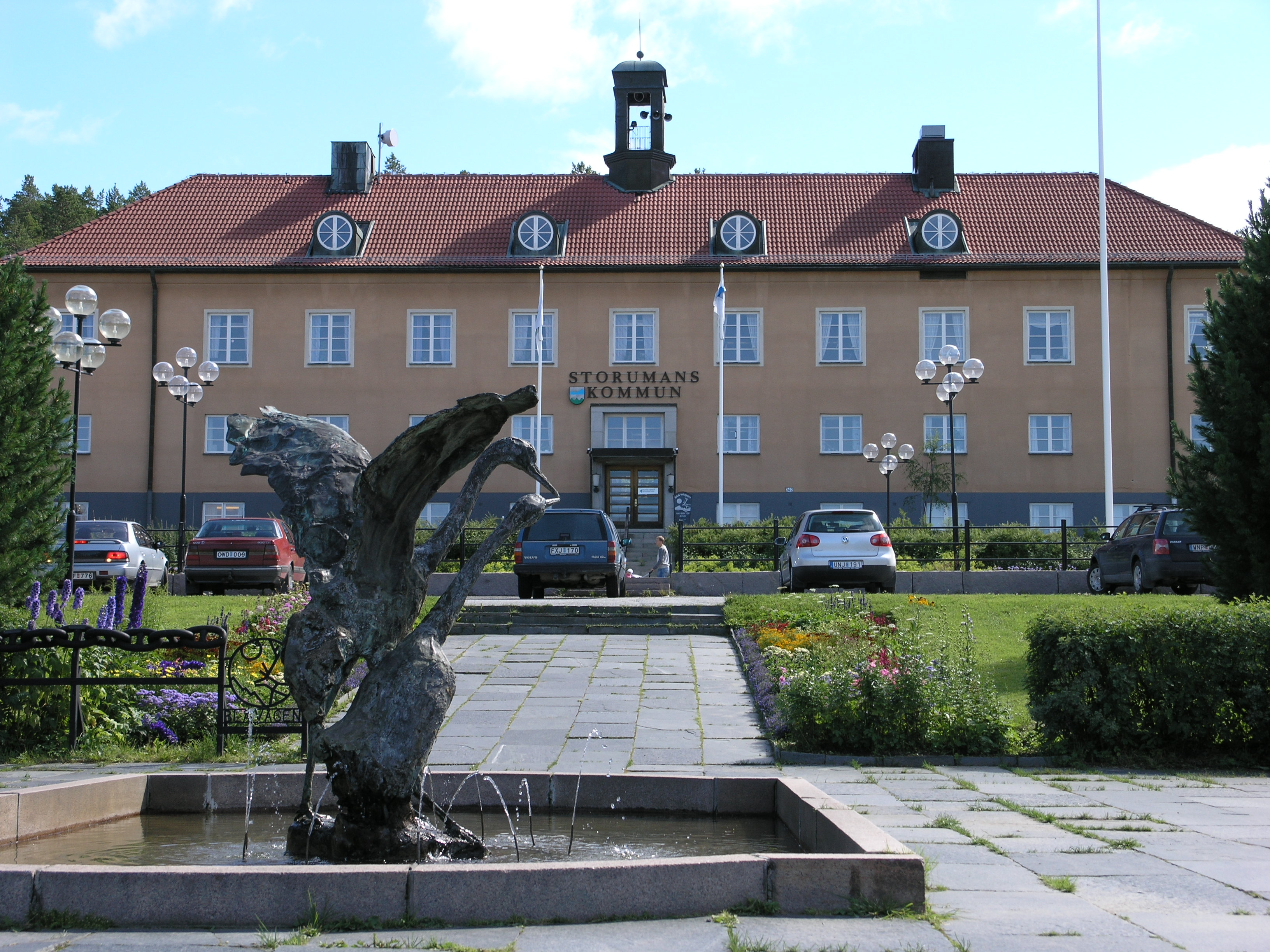
Kommunalverwaltung in Storuman
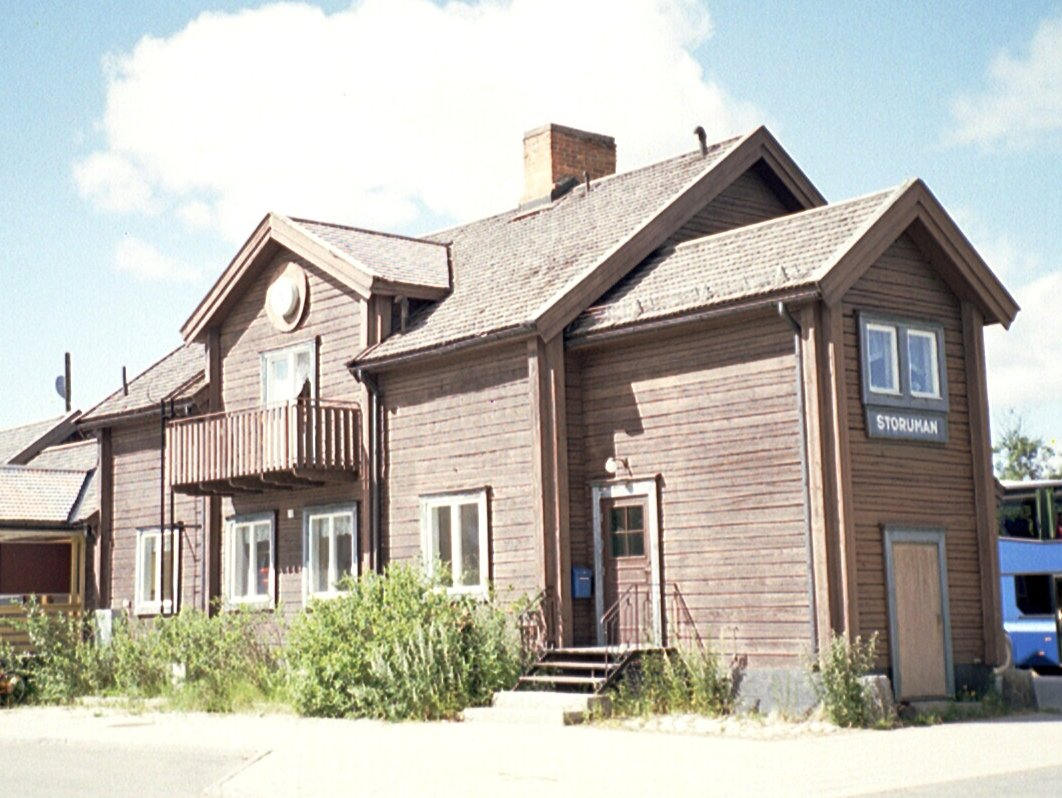
Bahnhof Storuman
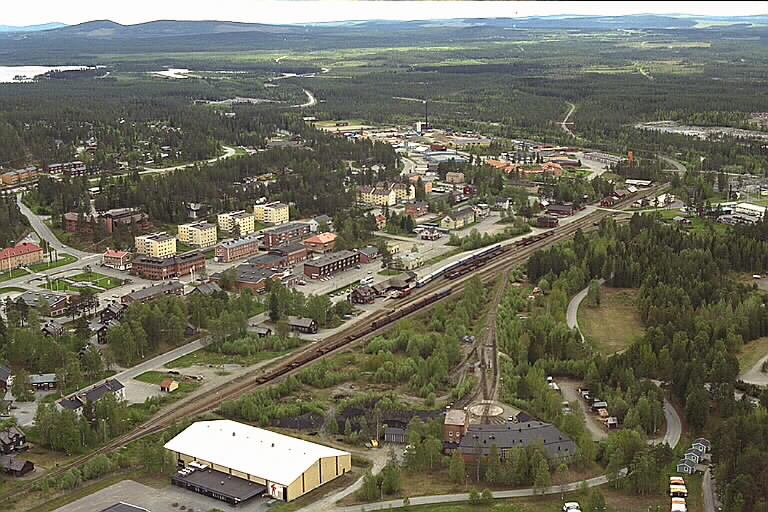
Storuman (1995)

## Persönlichkeiten
- Krister Olsson (* 1943), Unternehmer
- Björn Ferry (* 1978), Biathlet
- Katarina Barruk (* 1994), samische Singer-Songwriterin.